# Trennfeld
Trennfeld is een ortsteil van de Duitse gemeente Triefenstein in de deelstaat Beieren.

## Geografie

### Ligging
Trennfeld ligt tussen Marktheidenfeld en Wertheim aan de rechteroever van de Main. De plaats Trennfeld met Trennfeld-Bahnhof en Kloster Triefenstein ligt op het kadastrale grondgebied van Trennfeld.

### Aangrenzende kadastrale grondgebieden
Aangrenzende kadastrale grondgebieden in wijzerzin zijn:
- in het noorden: Altfeld, Glasofen en Marktheidenfeld
- in het oosten: Lengfurt en Homburg am Main
- in het zuiden: Bettingen en Kreuzwertheim
- in het westen: Unterwittbach en Rettersheim

### Oppervlaktewateren

#### Beken
De Eichenfürster Bach stroomt door het noorden van het kadastrale grondgebied, de Wittbach door het westen. De Altfelder Graben en de Klingelsbachgraben stromen in het noorden in de Main, terwijl de Weidbach en de Weinbergsgraben, die de daar in het zuiden ontspringende Hartsgraben van links opneemt, dat in het zuiden doen.

#### Meren
De Klostersee ligt tussen de plaats Trennfeld, Trennfeld-Bahnhof en de Main. Andere meren liggen tussen de plaats en de Weidbach in.

## Geschiedenis
Op 26 oktober 1017 is Trennfeld van het bisdom Bamberg naar het bisdom Würzburg overgegaan.
De plaats heette oorspronkelijk Trieffenvelt. Dit is afkomstig van de triefenden Stein (Nederlands: druppelende steen), een bron vlak bij het in 1102 gestichte klooster Triefenstein.
In 1862 viel Trennfeld onder het Bezirksamt Marktheidenfeld. Met de invoering van het Landkreis in 1939 werd het onderdeel van de Landkreis Marktheidenfeld. In 1972 werd Trennfeld ondergebracht bij de Landkreis Main-Spessart totdat het in 1 mei 1978 een Ortsteil van Triefenstein werd.